# خانماباد (جوانرود)
خانماباد (جوانرود)، روستایی از توابع بخش مرکزی شهرستان جوانرود در استان کرمانشاه ایران است.

## جمعیت
این روستا در دهستان پلنگانه قرار دارد و براساس سرشماری مرکز آمار ایران در سال ۱۳۸۵، جمعیت آن ۲۶۹ نفر (۵۴خانوار) بوده‌است.